# 毛腿沙鸡

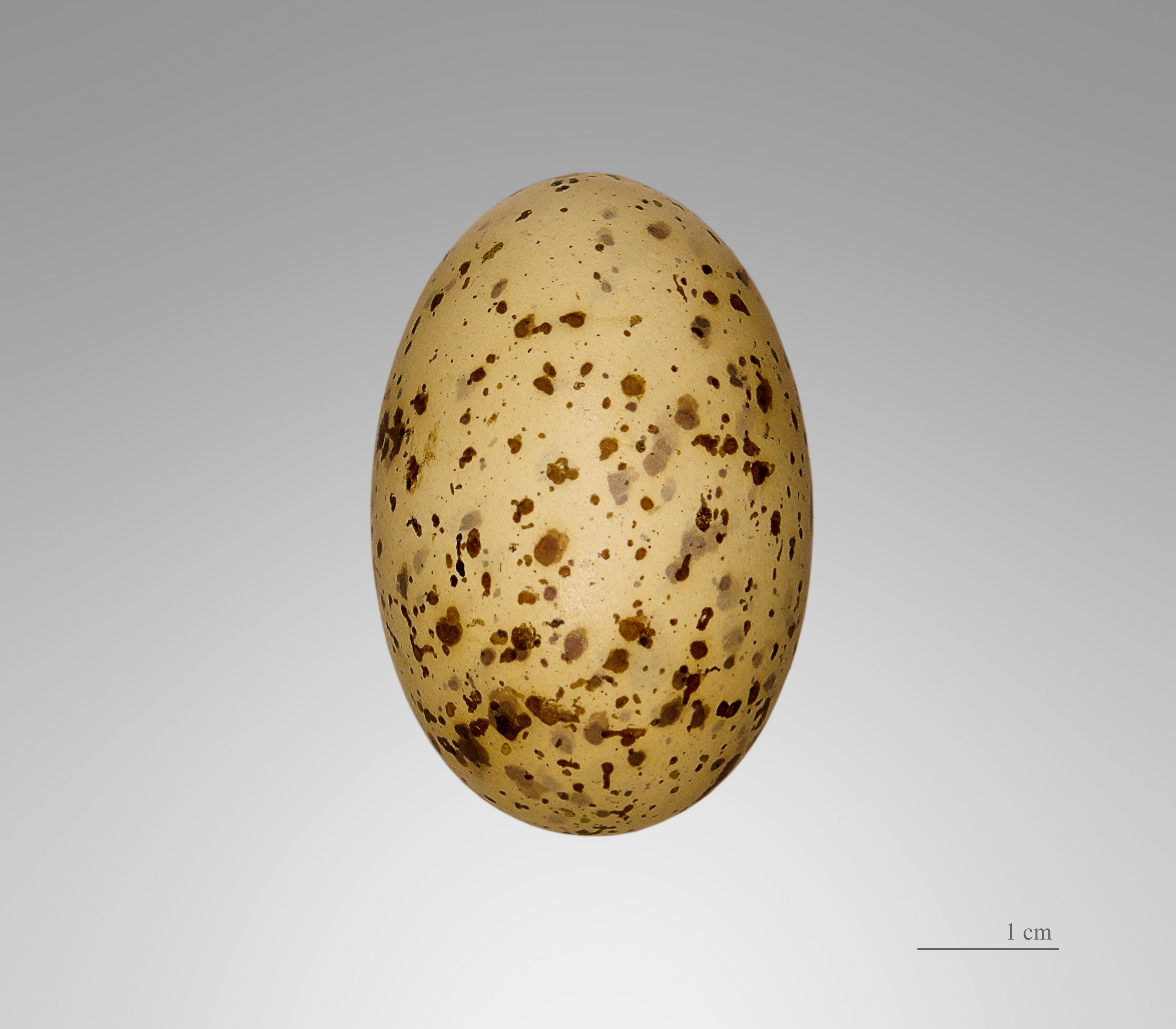
Syrrhaptes paradoxus

毛腿沙鸡（学名：Syrrhaptes paradoxus）又名𪄺，为沙鸡科毛腿沙鸡属的鸟类，俗名沙鸡、突厥雀、寇雉、鸠。

## 特征
雄鸟体长约40厘米。上体为沙棕色，有黑色横斑；初级飞羽特别长，末端呈丝状；中央尾羽也很长；雌鸟羽色相似，但头、颈和背部呈白色；都不生后趾，前三趾合生，被有羽毛。

## 分布
分布于伊朗、土耳其、前苏联、蒙古、朝鲜、印度、西抵波罗的海、芬兰、斯堪的纳维亚、南到英伦三岛、法国、西班牙、意大利以及中国大陆的繁殖于内蒙古、甘肃、青海、新疆、在东北为迁入后留住的繁殖鸟、冬季在东北、河北、山东等地，多见于典型沙漠栖息型。该物种的模式产地在亚洲西部。